# Schweigeminute (Film)
Schweigeminute ist ein deutscher Fernsehfilm aus dem Jahr 2016 von Thorsten M. Schmidt. Dem Stoff liegt die gleichnamige Erzählung von Siegfried Lenz zugrunde.

## Handlung
In den frühen 1960er-Jahren: Stella Petersen kehrt nach ihrem 14-jährigen Englandaufenthalt in ihren Heimatort zurück, um dort nach dem Ende der Ferien an der Schule als Lehrerin anzufangen. Der achtzehnjährige Gymnasiast Christian Voigt, Sohn eines Steinfischers aus einem deutschen Küstenort an der Ostsee, verliebt sich auf den ersten Blick in die junge Frau. Doch nicht alle nehmen Stellas Rückkehr so positiv auf. Ein Schulkamerad Christians bezeichnet sie beispielsweise als „Tommy-Flittchen“. Christian sucht vom ersten Tag an ihre Nähe und lädt sie zu gemeinsamen Bootsfahrten ein. Er genießt die Zeit, in der er mit ihr allein ist. Ihr imponiert, wie verantwortungsbewusst er seinem Vater bei dessen Arbeit hilft. Es dauert nicht lange und beide gehen eine Liebesbeziehung ein. Doch nachdem die Schule wieder begonnen hat, findet Christian kaum noch Gelegenheit, mit Stella allein zu sein. In der Öffentlichkeit ignoriert sie ihn und versucht ihr Verhältnis geheim zu halten, denn schließlich gilt eine Beziehung zwischen Schüler und Lehrer als Skandal. So verabreden sie sich nur noch auf einer kleinen Insel, doch ihr Verhältnis bleibt nicht unbemerkt. Während sein Vater volles Verständnis für seinen Sohn hat, ist seine Mutter empört.
Als Stella mit Freunden aus England übers Wochenende zu einer Segeltour aufbricht, ahnt Christian nicht, welch dramatisches Ende ihre Liebe nehmen wird. Im Gegenteil, er plant ihre gemeinsame Zukunft auf der kleinen Insel, auf der er die alte Hütte des Vogelwarts pachten und für sie ausbauen will. Auf Stellas Rückreise gerät das Segelboot in ein Unwetter. Bei dem Versuch, die Segel herunterzunehmen, schlägt ihr der Baum des Großsegels gegen den Kopf und sie stürzt bewusstlos ins Wasser. Sie wird ins Krankenhaus gebracht, wo sie ins Koma fällt. Mitten in der Nacht erwacht Christian von einem Traum, in dem Stella sich immer mehr von ihm entfernt. Er fährt spontan ins Krankenhaus und erfährt, dass sie gestorben ist. Während in der Schule für Stella eine Schweigeminute abgehalten wird, fährt Christian ein letztes Mal zu ihrer „Vogelinsel“. Dort sieht er sich zusammen mit ihr glücklich vereint. Er stürzt sich selber vom Boot ins Wasser, um ihr auf diese Weise ein letztes Mal nahe zu sein, und schwimmt dann zurück zur Oberfläche.

## Hintergrund
Die Dreharbeiten fanden vom 2. September bis zum 5. Oktober 2015 in Berlin und auf Bornholm statt. Der Film wurde am 25. Juni 2016 auf dem Münchner Filmfest uraufgeführt und lief am 31. Oktober 2016 erstmals im Fernsehen beim ZDF.

## Rezeption

### Kritiken
„Von den Lenz-Verfilmungen der vergangenen Jahre ist diese, nicht zuletzt wegen des überzeugend geglückten Zusammenspiels zwischen Julia Koschitz und Jonas Nay, zweifellos die gelungenste.“

Rainer Tittelbach von tittelbach.tv meinte: „‚Schweigeminute‘ nach der Novelle von Siegfried Lenz erzählt von der ersten großen Liebe und vom ganz großen Glück. Die männliche Hauptfigur lässt die aufregende Zeit zwischen der ersten Begegnung, einem tragischen Unfall und den Tagen danach noch einmal an ihrem inneren Auge vorbeiziehen. Der Film vereint das Beste der anderen sechs Lenz-Adaptionen der letzten zehn Jahre: Zeitkolorit, ein hohes Maß an narrativer Abstraktion, eine elaborierte Filmsprache, mit Julia Koschitz und Jonas Nay eine charismatische Besetzung, Raum für eigene Lesarten. Das Sujet Liebe wird in ‚Schweigeminute‘ nicht als schöne, telegene TV-Illusion ‚Herzkino‘-like banal präsentiert, sondern vielmehr in einen geradezu philosophischen Diskurs über das Erwachsenwerden verwandelt.“
Für Kino.de wertete Tilmann P. Gangloff: „Obwohl der betrübliche Ausgang der Geschichte von vornherein feststeht, erzählt das Drehbuch […] die Geschichte nicht als Tragödie; selbst wenn kurze Einschübe immer wieder daran erinnern, welch’ tragisches Ende die Beziehung nehmen wird. ‚Schweigeminute‘ ist daher so etwas wie ein Gegenentwurf zum in der Regel tendenziell kitschigen Sonntagsfilm im ZDF und der Beweis, dass eine Romanze auch als anspruchsvolles Drama mit geschmackvoll inszenierten erotischen Momenten erzählt werden kann.“
Ulrich Feld von der FNP schrieb: Die „Verbotene Liebe zwischen Lehrerin und Schüler vor wildromantischem Hintergrund: Das hätte auch einen tollen Kinofilm ergeben.“
Für Die Zeit und den Tagesspiegel schreibt Nikolaus von Festenberg: „Es ist ein kleines Wunder, dass es Regisseur Thorsten M. Schmidt, der mit André Georgi und Claudia Kratochvil das Drehbuch schrieb, gelungen ist, das, wie es Produzent Oliver Berben nennt, ‚Lenzige‘ in einen Film zu überführen. Was Berben mit ‚lenzig‘ meint, ist den nordisch strahlenden Bildern (Kamera: Hannes Hubach) anzusehen. Auch dem Spiel der Protagonisten (Julia Koschitz und Jonas Nay). Es trifft den Geist der Novelle.“
Bei der Süddeutschen Zeitung wertete Bernd Graff: „Lenz siedelt die Geschichte einer fatalen Liebe in einem fiktiven Fischerdorf in den späten Sechzigerjahren an. Die ebenso kluge wie bildstarke Oliver-Berben-Produktion unter der Regie von Thorsten M. Schmidt, die das ZDF daraus gemacht hat, lässt sie noch etwa zehn Jahre früher spielen, was die gesellschaftliche Ächtung der Affäre noch bedrohlicher und das Aufbegehren des Paares gegen die Ächtung noch hilfloser macht. Ansonsten bleibt die Produktion recht texttreu.“

### Einschaltquoten
Die Fernseherstausstrahlung von Schweigeminute am 31. Oktober 2016 wurde in Deutschland von 4,20 Millionen Zuschauern gesehen und erreichte einen Marktanteil von 13,2 % für das ZDF.